# Sericania galloisi
Sericania galloisi är en skalbaggsart som beskrevs av Niijima och Sôichirô Kinoshita 1927. Sericania galloisi ingår i släktet Sericania och familjen Melolonthidae. Inga underarter finns listade i Catalogue of Life.